# Bernd Pischetsrieder
Bernd Pischetsrieder, född 15 februari 1948 i München, är en  tysk ingenjör och företagsledare, chef för Volkswagen AG 2002-2006.
Bernd Pischetsrieder gjorde från 1973 karriär inom BMW och blev 1993 chef för koncernen. Han var en av dem som drev igenom köpet av brittiska Rover 1994 men då det hela blev en stor förlustaffär för BMW fick Pischetsrieder skulden och avgick som BMW-chef 1999. 2002 gjorde Pischetsrieder comeback som chef för Volkswagen-koncernen.
Pischetsrieder invaldes 2010 som utländsk ledamot av Kungliga Ingenjörsvetenskapsakademien i Stockholm.